# ホセ・バッジェ・イ・オルドーニェス
ホセ・バッジェ・イ・オルドーニェス（José Pablo Torcuato Batlle y Ordóñez、1856年5月21日 - 1929年10月20日）は、ウルグアイの政治家。ブランコ党の反乱に勝利してコロラド党より立候補し、1903年～1907年と1911年～1915年の二期、ウルグアイの大統領を務めた。

## 生涯と業績
コロラド党のシンパであった軍人・政治家のロレンソ・バッジェの子としてモンテビデオに生まれる。1886年、新聞『エル・ディア』（El Día）を創刊し、ジャーナリストとして活躍する。1890年にコロラド党から下院選に立候補し当選、1903年に大統領となる。
当時のウルグアイでは、二大政党であるコロラド党と国民党が行政地域を二分して統治を分担する「共同統治」（'la coparticipación'）が行われていたが、かねてよりこの協定に批判的だったバッジェの当選に危機感を抱いた国民党は、アパリシオ・サラビアの指揮下に蜂起した。この内戦に勝利したバッジェはコロラド党内での地位を確固たるものにしたうえに政敵を弱体化させ、自らの志向する改革を存分に行える環境を手にした。
畜産業の盛況により空前の繁栄を誇っていたウルグアイだが、同時に貧富の差の拡大や社会構造の変化により社会不安が起きていた。バッジェはこれに応え、スイスを模範にして労働組合の結成、8時間労働の実施、スト権の確立、最低賃金の設定など、失業保険や老齢年金制度の創設などさまざまな社会保障政策を実施し、ウルグアイを南米で唯一の福祉国家とした。また、カトリック国教制の廃止や教育の無償化、死刑廃止などさまざまな改革を行い、以後40年ほど隣国アルゼンチンをはじめとする他のラテン・アメリカ諸国とは異なり、ウルグアイは彼の路線の上で政治的安定を誇り、繁栄しつづけた。
ウルグアイの伝統的二大政党の内戦を収め、ウルグアイを安定した民主主義国家として確立し、1952年には大統領制が廃止され執政評議会制度が行政を担うようになった。こうしてウルグアイは南米のスイスとまで呼ばれるようになるのである。
彼の政治改革はバジズモと呼ばれ、後に隣国アルゼンチンのフアン・ペロンなどに代表されるポプリスモに引き継がれた。しかし、この高福祉政策はウルグアイ経済が繁栄している間はともかく、後に羊毛や畜産品の価格が低迷するとともに、第一次産業に大きく依存していたウルグアイ経済を停滞させ、軍事政権が台頭する一因ともなった。
大恐慌の4日前に73歳でこの世を去った。